# 33514 Changpeihsuan
33514 Changpeihsuan este o planetă minoră (asteroid), cu un diametru de 3,574 km, din centura de asteroizi. A fost descoperită pe 6 aprilie 1999 la Experimental Test Site⁠(d) de Lincoln Near-Earth Asteroid Research. 
Obiectul prezintă o orbită caracterizată de o semiaxă mare de 2,3302516 UAi, o excentricitate de 0,12, o înclinație de 6,96356 ° în raport cu ecliptica.